# Okultna filozofija u tri knjige
Okultna filozofija u tri knjige (lat. De occulta philosophia libri tres), značajno hermetičko djelo renesansnog filozofa Heinricha Corneliusa Agrippe (1486. – 1535.) o zapadnoj magiji i ezoterijskoj tradiciji u tri knjige. Djelo je napisano 1510. godine i kružilo je u rukopisu sve do tiskanja 1533. godine. Prva knjiga je podnaslovljena Prirodna magija, druga Nebeska magija, a treća Ceremonijalna magija.
Osim spomenute tri knjige, postoji i četvrta podnaslovljena Magijski obredi, koja se bavi ritualima crne magije, za koju je Agrippin učenik Johann Weyer tvrdio da nije djelo njegova učitelja.
Godine 1801. engleski okultist Francis Barrett napisao je djelo Magus ili Nebeska inteligencija koje je zapravo tek prepravljena i dorađena kopija Agrippinog djela.
Agrippa je za svoje ambiciozno djelo koristio brojne izvore, poput Ficinovih tekstova o spiritualnoj magiji i Tritheimovih spisa o demonskoj magiji, a poslužio se i djelom Liber de mirabilibus mundi pripisano sv. Albertu Velikom, knjigama Pica della Mirandole Oratio de Dignitate Hominis i Apologia, Reuchlinovim De Verbo Mirifico, Plinijevom Historiom Naturalis, kao i Picatrixom i ostalim hermetičnim i novoplatonskim tekstovima.

## Sadržaj

### Prirodna magija
U prvoj knjizi Agrippa raspravlja o četiri elementa (zemlja, zrak, voda i vatra), o divinaciji, planetima i njihovim hermetičkim korespondentima.

### Nebeska magija
U drugoj knjizi obrazlaže nebesku magiju koja uključuje gematriju, brojeve, kabalu, pentagrame, geomancijske oblike, anđeosko pismo, astrologiju, talismane, magijske kvadrate i planetarne pečate.

### Ceremonijalna magija
U trećoj knjizi bavi se obrednom ili božanskom magijom u koju svrstava platonizam, kabalistiku, zle duhove i demone, božanska imena i pečate duhova.